# Charles Romley Alder Wright
Charles Romley Alder Wright (1844 Southend, Essex – 25. července 1894) byl britský chemik, fyzik a výzkumný pracovník v St. Mary's Hospital Medical School.
Byl jedním ze zakládajících členů Královského institutu chemie Velké Británie a Irska. První člověk, který syntetizoval heroin (rok 1874).